# Heinz Volkmer
Heinz Volkmer (fl. XX secolo) è stato un bobbista austriaco.

## Biografia
Attivo negli anni trenta come pilota per la squadra nazionale austriaca, partecipò ai campionati mondiali di Oberhof 1931, dove conquistò la medaglia di bronzo nel bob a due in coppia con Anton Kaltenberger.

## Palmarès

### Mondiali
- 1 medaglia:
  - 1 bronzo (bob a due a Oberhof 1931).